# W88

En 1999, des informations publiées semblent démontrer que, dans quelques ogives des États-Unis, l'étage primaire (haut) a la forme d'un œuf, alors que l'étage secondaire (bas) a la forme d'une boule.

La W88  (abréviation de « Warhead 88 ») est une ogive thermonucléaire américaine d'une puissance explosive estimée de 475 kilotonnes. Elle est suffisamment petite pour être « mirvée ».

## Historique

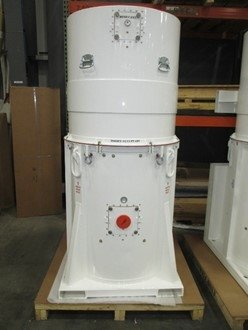
Conteneur de transport pour l'ogive W88.

Elle a été conçue au Laboratoire national de Los Alamos pendant les années 1970. En 1999, le directeur du laboratoire qui a supervisé son développement a affirmé qu'il s'agit de l'« ogive nucléaire la plus moderne des É.-U. ».
Le missile Trident II. peut emporter jusqu'à huit ogives W88 de 475 kt dans un véhicule de rentrée Mark 5 ou huit ogives W76 de 100 kt dans un véhicule de rentrée Mark 4, mais son emport est limité à quatre selon SORT. Le rapport de 2013 sur les forces nucléaires des États-Unis publié par la Bulletin of the Atomic Scientists fait état de 384 ogives en service.
Le besoin de remettre à neuf l'ogive s'est fait sentir en 2009 et c'est ainsi que le programme W88 Alt 370 a vu le jour. L'ogive est renforcée contre les effets nucléaires et possède des caractéristiques de sécurité améliorées. Elle a été conçue pour un rendement plus élevé et une précision accrue pour une frappe efficace contre des "cibles dures". Le « sous-système d'armement, et de mise à feu » de l'ogive a été remplacé et un « connecteur pare-foudre » y a été ajouté. Les « explosifs puissants » de l'ogive ont également été actualisés pour améliorer la sécurité de l'ogive et soutenir ses « options de programme de prolongation de la durée de vie future ». La National Nuclear Security Administration qui la fabrique annonce le 13 juillet 2021 que la première unité sort de la chaîne de production.

## Révélations sur la conception
Des informations publiées en 1999 à propos de la W88 indiquent qu'il s'agirait d'une variation de l'architecture Teller-Ulam.
En 1999, un journaliste du San Jose Mercury News a rapporté que la W88 était composée d'un étage primaire en forme d'œuf (surnommé Komodo) et d'un étage secondaire en forme de boule (surnommé Cursa), les deux étages étant insérés dans un étui à l'épreuve des radiations (surnommé l'« arachide » à cause de sa forme). Quatre mois plus tard, un reportage de William Broad paru dans The New York Times a affirmé que, en 1995, un supposé agent double chinois a transmis des informations qui démontrent que la Chine possède ses informations à propos de la W88, probablement obtenues par espionnage (cette affaire a éventuellement mené à un procès avorté contre Wen Ho Lee). Si ces histoires sont vraies, cela indiquerait que l'architecture Teller-Ulam peut être miniaturisée au point de fabriquer des ogives thermonucléaires « mirvables »,,.
Selon tout vraisemblance, la taille d'une ogive thermonucléaire est fortement dépendante de la forme de son étage primaire, plus précisément du diamètre de cet étage. Si un étage primaire en forme d'œuf peut détoner selon les attentes, il est alors possible de « mirver » plusieurs ogives thermonucléaires, chacune produisant une puissance explosive élevée. La W88 produit probablement une explosion de 475 kt pour une longueur de 68,9 pouces (1,75 m) et un diamètre maximal de 21,8 pouces (55 cm), le tout pesant probablement moins de 800 livres (360 kg). Des charges moins lourdes et plus petites permettent à un même missile d'en emporter encore plus, tout en augmentant sa précision et sa durée de vol.

Schéma d'une ogive thermonucléaire W88 embarquée à bord des missiles Trident II (D5)
1. Étage primaire : conteneur en forme d'œuf avec enveloppe insensible aux radiations électromagnétiques, il contient un explosif à haute puissance suralimenté par du tritium gazeux.
2. Étage secondaire : conteneur sphérique, il contient du combustible à fusion dont la réaction en chaîne sera démarrée par les radiations électromagnétiques en provenance de l'étage primaire lorsqu'il est en fission nucléaire.
3. Étui anti-radiations : en forme d'arachide, il réfléchit vers l'étage secondaire les radiations électromagnétiques émises depuis l'étage primaire.
4. Remplissage en polystyrène : mousse en plastique qui maintient en suspension les deux étages et qui se transforme en plasma lorsque bombardée par les radiations électromagnétiques.
5. Conteneur à gaz de suralimentation : son contenu, du tritium, doit être remplacé périodiquement.
A. Lentilles d'explosifs à haute puissance.
B. Noyau de plutonium 239 : noyau dont l'enveloppe est composée de béryllium.
C. Tritium et deutérium : gaz de suralimentation, leur fusion provoque une décharge de neutrons.
D. Deutérure de lithium 6 : le lithium devient du tritium, sa fusion provoque une décharge de neutrons.
E. « Bougie d'allumage » : enveloppe d'uranium 235 servant à démarrer la création de tritium et la fusion nucléaire dans l'étage secondaire.
F. « Réflecteur » : enveloppe d'uranium 235 servant de blindage contre la chaleur, de tampon et de combustible à fusion.
G. Étui d'uranium 238 : sa fission est provoquée par les neutrons de fusion seulement.

Les calculs pour déterminer la forme exacte d'un étage primaire n'ayant pas la forme d'une boule sont plus difficiles de plusieurs ordres de grandeur que s'il s'agissait d'une boule (une simulation selon une boule n'a besoin que de calculer selon une seule dimension, alors qu'une simulation selon un axe de symétrie demande des calculs selon deux dimensions. Par exemple, une simulation selon une seule dimension pourrait diviser un segment en 100 petites parties, alors qu'une simulation selon deux dimensions devrait le faire en 10 000 petites parties pour obtenir une précision semblable). Il est donc raisonnable de spéculer qu'un pays désireux d'améliorer son arsenal, surtout s'il ne conduit plus d'essais permettant de valider ses armes thermonucléaires, voudra obtenir ces informations, c'est ce qu'aurait fait la république populaire de Chine selon le rapport Cox.